# Centro Olímpico de Halterofilia Nikaia
El Centro Olímpico de Halterofilia Nikaia es un pabellón cubierto situado en Nikaia, cerca del Pireo (Grecia). Albergó los eventos de halterofilia durante los Juegos Olímpicos de 2004 en Atenas. 
El Centro se abrió oficialmente el 14 de agosto de 2004, pocos días antes del comienzo de los Juegos. El edificio tiene un aforo para 5.100 espectadores, aunque sólo 3500 estuvieron disponibles para los Juegos.